# Hulstschoteltje
Het hulstschoteltje (Phacidium lauri) is een schimmel die behoort tot de familie Phacidiaceae. Het komt voor op hulst, laurier en laurierkers. Het heeft zwartachtige puisten op boven- en onderzijde van dode bladeren.

## Kenmerken
anamorf
De anamorf heeft conidiomata van 600 tot 900 µm in diameter. De conidioforen zijn vaak vertakt en meten 10-25 x 2-2,5 µm De conodia meten 2,5-15,5 x 2,5-3 µm.
teleomorf
De teleomorf heeft verzonken ascomata van 350-500 in diameter. De asci zijn 8-sporig en meten 62-75 x 11-13 µm. De ascosporen zijn tweezijdig gerangschikt, hyaliene, ongesepteerd, zonder peripore of aanhangsel en meten 11-13 x 4,5-5 µm.

## Verspreiding
Het hulstschoteltje komt met name voor in Europa (Verenigd Koninkrijk, Denemarken, Zweden, Zwitserland, Frankrijk, België, Spanje, Duitsland, Nederland, Ierland, Cyprus, Italië), maar er zijn ook enkele waarnemingen bekend uit Azië (India, Pakistan), Afrika (Marokko), Noord-Amerika (Verenigde Staten) en Australië.
In Nederland komt het vrij zeldzaam voor. Het staat niet op de rode lijst en wordt niet bedreigd.

## Taxonomie
Phacidium multivalve is in 1805 door de Candole beschreven als Xyloma multivalve maar de naam Phacidium lauri heeft prioriteit omdat deze naam twee jaar eerder door James Sowerby is gepubliceerd (als Sphaeria lauri).
Behalve het perfecte stadium is er een imperfect stadium die bekend stond onder de naam Ceuthospora phacidioides.